# James Barnes (général)
Pour les articles homonymes, voir James Barnes et Barnes.
James Barnes (28 décembre 1801 - 12 février 1869) est un dirigeant ferroviaire et un général de l'armée de l'Union pendant la guerre de Sécession.

## Avant la guerre
Barnes naît à Boston, Massachusetts. Il suit sa scolarité à la Boston Latin School et est diplômé de l'académie militaire de West Point en 1829, dans la même promotion que Robert E. Lee. Cependant, à l'âge de 28 ans, il est plus âgé que la plupart des cadets de West Point lorsqu'il termine sa formation, et termine cinquième sur les 46 cadets. Il est ensuite affecté en tant que second lieutenant breveté au 4th U.S. Artillery, mais passe la plupart de son service militaire en tant qu'instructeur de tactique et de français à l'académie.
Barnes épouse Charlotte Adams Sanford, en 1832, (la sœur de John F. A. Sanford). Après la naissance de son deuxième fils, John Sanford Barnes, il démissionne le 31 juillet 1836, pour devenir un ingénieur civil ferroviaire et en 1839, il fut surintendant de la Western Railroad, un poste qu'il occupe pendant 22 ans.

## Guerre de Sécession
Le 26 juillet 1861, Barnes est nommé colonel du 18th Massachusetts. Lui et son régiment rejoignent l'armée du Potomac au cours de la campagne de la Péninsule, mais ne participent pas aux combats. Pendant la bataille des Sept jours, le 18th Massachusetts est de garde à l'arrière, et de nouveau Barnes ne combat pas. Son commandant de brigade, le brigadier général John Martindale, est relevé de son commandement après la bataille de Malvern Hill et Barnes devient le nouveau commandant de la 1st brigade de la 1st division du V corps le 10 juillet 1862. Pour des raisons non enregistrées, Barnes n'est pas présent avec sa brigade, à la seconde bataille de Bull Run et bien que le V corps marche à la bataille d'Antietam, il est laissé en réserve, et une fois de plus ne voit aucune action. Toutefois, au cours de la retraite de Lee vers la Virginie, Barnes participe à son premier combat lorsque sa brigade est attaquée par l'arrière-garde de l'armée confédérée, aboutissant à plus de 200 hommes tués ou noyés dans le fleuve Potomac et à plus de 100 hommes capturés.
Lors de la bataille de Fredericksburg , en décembre, Barnes se distingue pour la première fois, en conduisant sa brigade dans l'un des derniers assauts contre les positions confédérés sur Marye's Heights. Son commandant de division écrit après la bataille, « James Barnes ... est en droit d'être spécialement mentionné pour son sang-froid, son énergie, et son aptitude marquée ». Le 4 avril 1863, Barnes est promu au brigadier général des volontaires, avec une date de prise de rang au 29 novembre 1862. Lors de la bataille de Chancellorsville , en mai, la brigade de Barnes n'est pas été très engagée. Tard dans la bataille, son commandant de division, le brigadier général Charles Griffin, tombe malade et Barnes assume le commandement de la 1st division le 5 mai 1863.
En 1863, la division de Barnes campe à Union Mills, Maryland, en route vers la Pennsylvanie, où la bataille de Gettysburg, allait devenir l'action la plus importante dans sa carrière. Le nouveau commandant de division, maintenant âgé de 61 ans (plus que tout autre général de l'Union, à l'exception du brigadier général George S. Greene), arrive tôt dans la matinée de la deuxième journée, le 2 juillet 1863, avec le reste du V corps. Au cours de l'assaut massif des confédérés sur le flanc gauche de l'Union dans l'après-midi, l'une des brigades de Barnes, sous les ordres du colonel Strong Vincent, est détournée pour défendre le flanc à Little Round Top. La brigade combat magnifiquement, mais Barnes n'a absolument rien à voir avec ces actions, ou avec la décision de l'envoyer.
Barnes s'implique personnellement avec ses deux autres brigades, qui sont envoyées pour renforcer la ligne de l'Union dans le champ de blé, et ici, sa carrière prend une pente descendante. Il est critiqué après la bataille pour le retrait de ses deux brigades sous les ordres des colonels Jacob B. Sweitzer et William S. Tilton à 300 mètres en arrière du champ de blé sans autorisation, en dépit des protestations des généraux sur ses flancs. Lorsque les renforts du II corps arrive, le major général David B. Birney donne des ordres pour que hommes de Barnes se couchent pendant que la brigade du brigadier général Samuel K. Zook marche sur eux. La brigade de Sweitzer est envoyée dans le champ de blé, où elle est attaquée par le flanc par une autre charge confédéré dirigée par le brigadier général William T. Wofford. Les aides ne peuvent pas trouver Barnes dans le voisinage de ses troupes. Plus tard dans la journée, Barnes est blessé à la jambe et bien qu'il guérisse, il ne revient plus jamais à un service de campagne.
Après avoir recouvré de sa blessure, Barnes passe le reste de la guerre en service de garnison, en Virginie et dans le Maryland. Cela inclus le commandant du district de St. Mary, dans le Maryland, qui contient un camp de prisonniers de guerre à Point Lookout, dans le Maryland, dans le département du milieu. Il quitte le service des volontaires le 15 janvier 1866. Le 13 janvier 1866, le président Andrew Johnson nomme le brigadier général Barnes pour l'obtention d'un brevet honoraire de major général des volontaires, et le 12 mars 1866 le Sénat des États-Unis le confirme, avec une date de prise de rang au 13 mars 1865.

## Après la guerre
Après la guerre, Barnes retourne à sa profession de ingénieur ferroviaire et est membre de la commission gouvernementale qui supervise la construction de l'Union Pacific Railroad. Barnes meurt à Springfield, dans le Massachusetts, et est enterré dans le cimetière de Springfield.